# Käsemarkt in Alkmaar

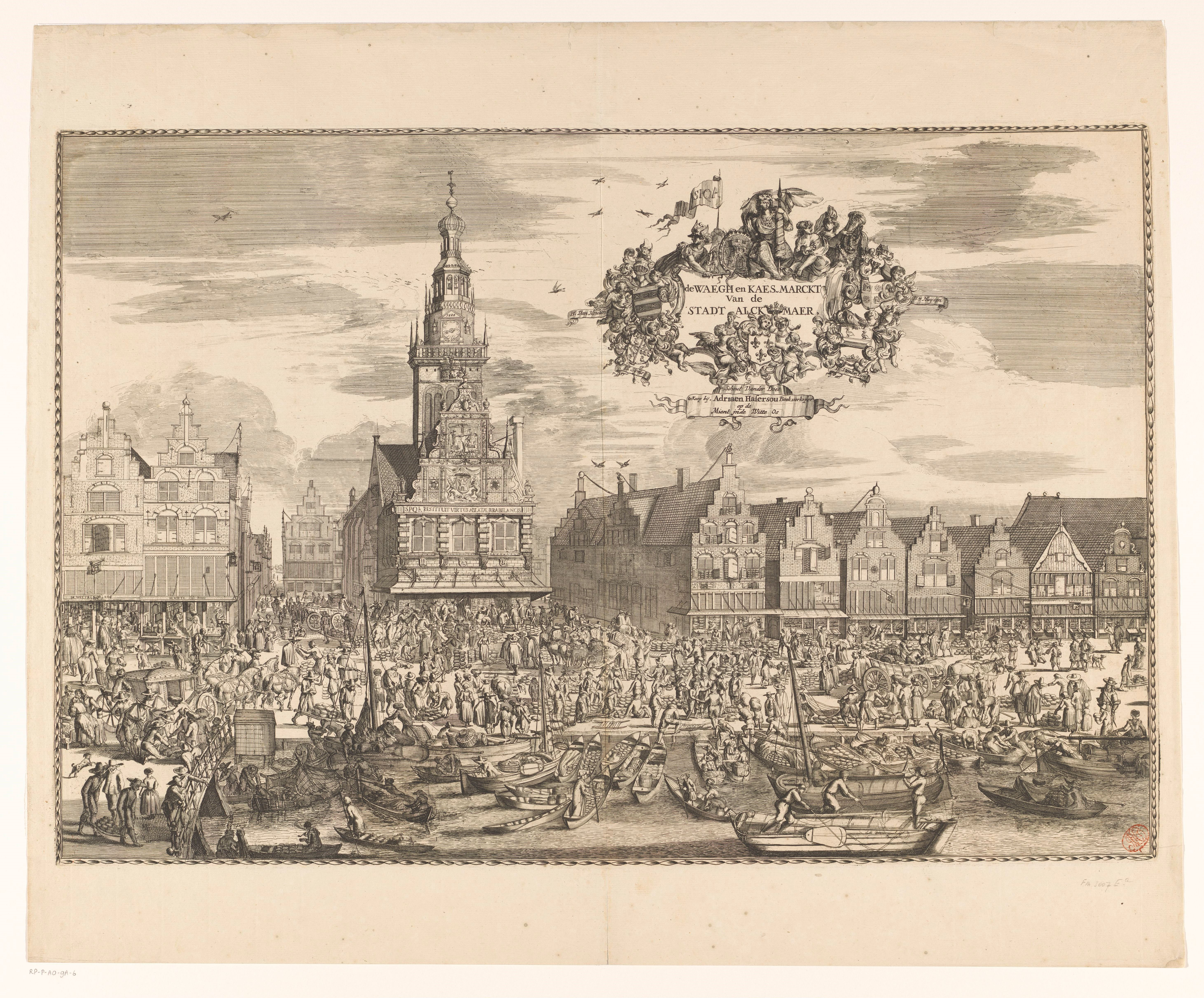
Waage und Käsemarkt, 1674

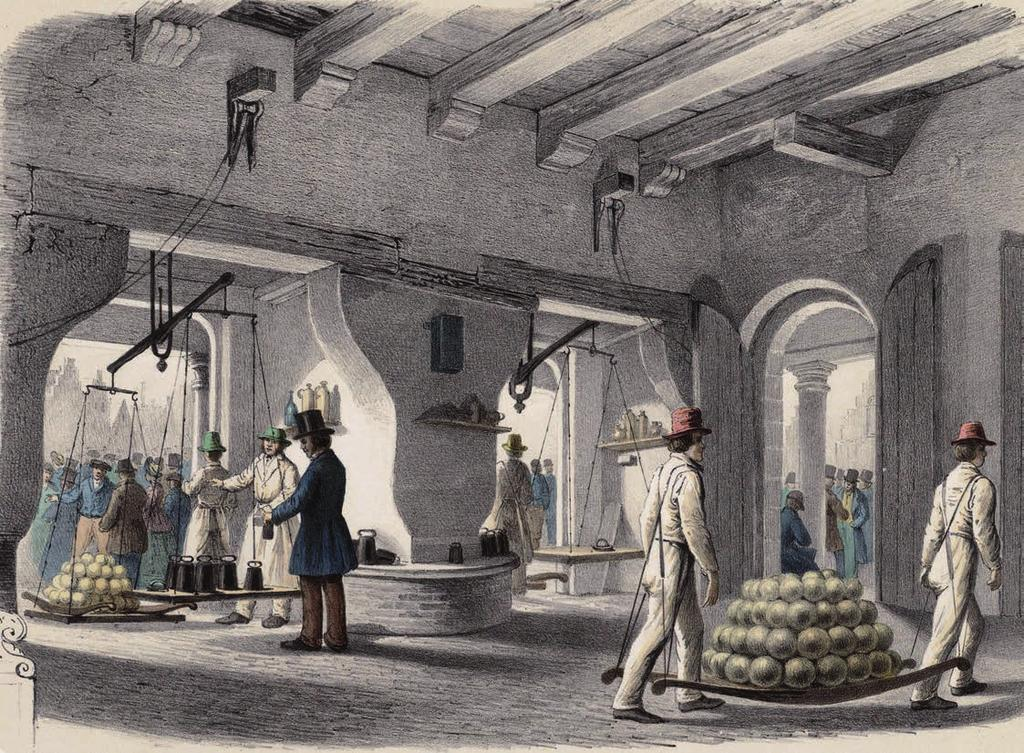
Wiegehalle, links und in der Mitte die Tore der Nordseite mit den Waagen, Druck von R. de Vries, 1870

Der Käsemarkt in Alkmaar ist der bekannteste der fünf holländischen Käsemärkte, auf denen seit dem Mittelalter die Bauern der Umgebung ihre Käse feilboten. Er findet seit Jahrhunderten wöchentlich auf dem Waagplein in Alkmaar statt, ist aber heute in erster Linie ein touristisches Ereignis.

## Geschichte

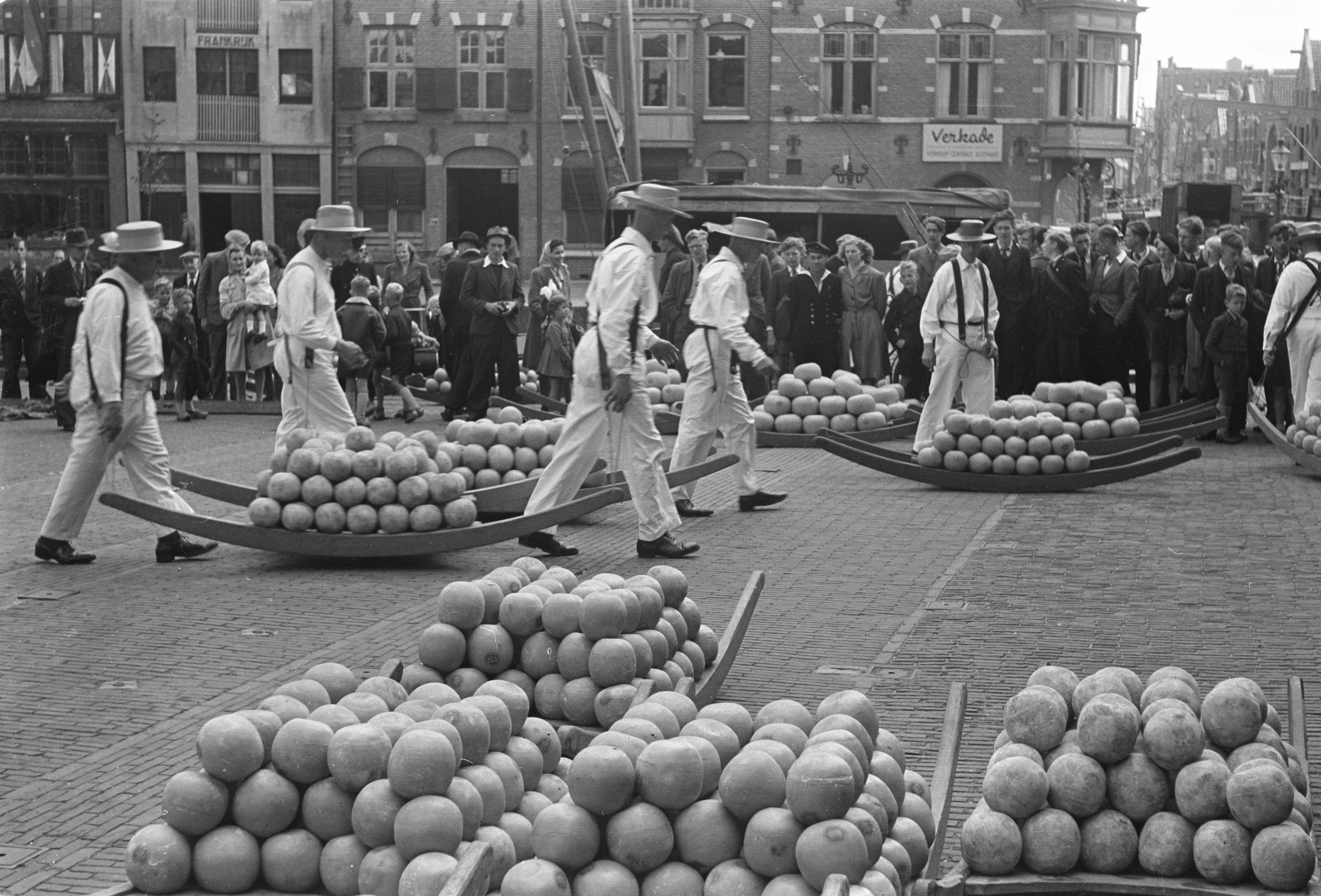
Erster Käsemarkt nach dem Zweiten Weltkrieg, 11. Juni 1946

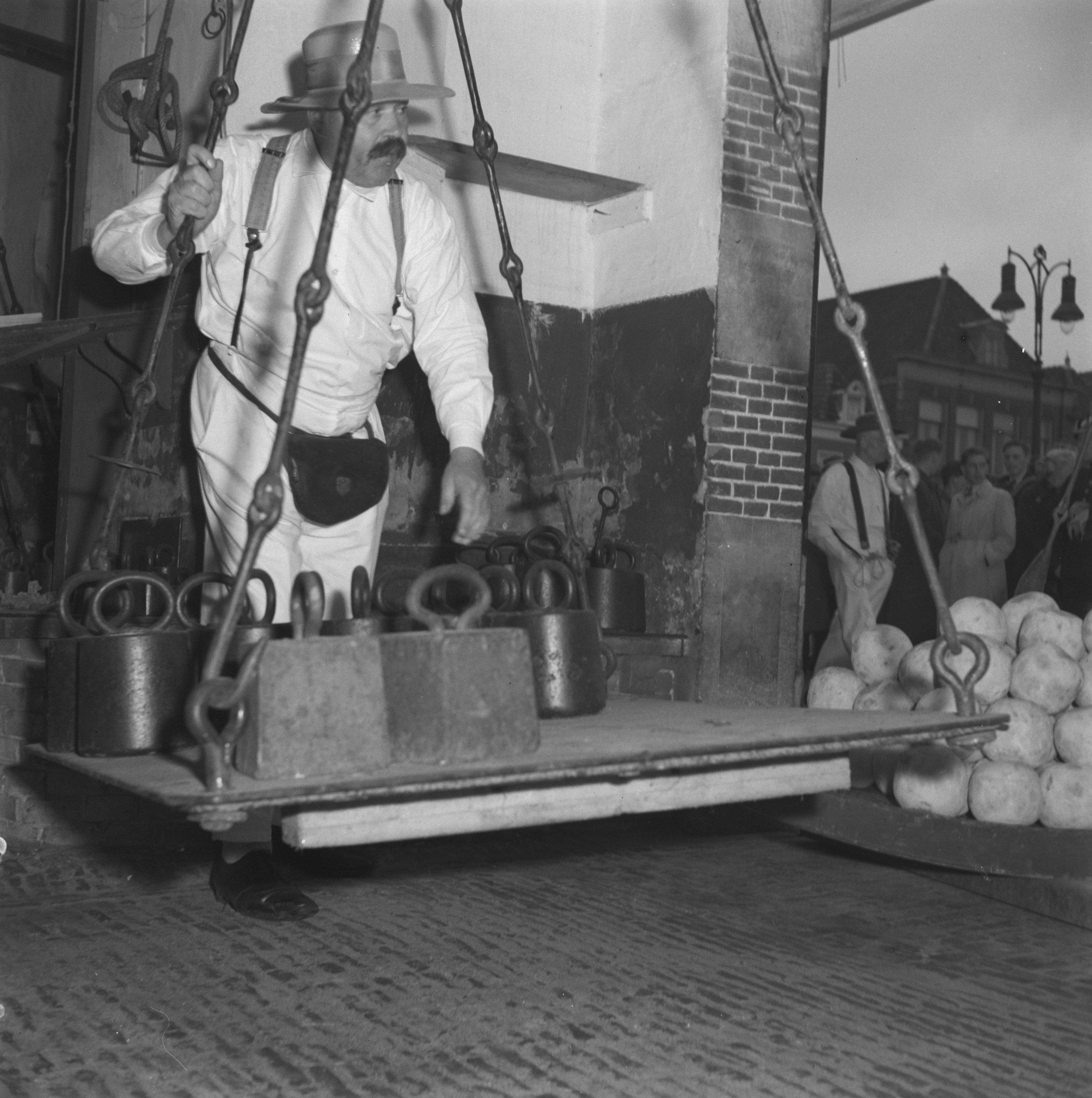
Taschenmann beim Auflegen der Gewichte, 1946

Als Datum der Einrichtung des Käsemarkts in Alkmaar gilt das Jahr 1365, in dem der Käsemarkt nur über eine einzige Waage verfügte. Weitere historische Käsemärkte, die seit dem Mittelalter existieren, gibt es in Edam, Gouda, Hoorn und Woerden. Einen beträchtlichen Aufschwung nahm der Käsemarkt in Alkmaar während des Goldenen Zeitalters der Niederlande: im sechzehnten und siebzehnten Jahrhundert wurde der Waagplein acht Mal vergrößert, um dem steigenden Handelsvolumen gerecht werden zu können. Der holländisch-italienische Kaufmann und Schriftsteller Lodovico Guicciardini rühmte die herrlich schöne Waage im 16. Jahrhundert in seinem Werk Beschrijvinghe van alle de Nederlanden. 1593 wurde der Käsemarkt als feste Institution eingerichtet und fortan wöchentlich abgehalten. Am 17. Juni dieses Jahres wurde auch die Gilde der Käseträger gegründet.
Im 16. und 17. Jahrhundert nahm die landwirtschaftliche Nutzfläche in Nordholland im Zuge der Landgewinnung stark zu. Damit wuchs auch die Käseproduktion an. Für Alkmaar bedeutete es einen größeren Umschlag an Käse, aber wegen zahlreicher neuer bäuerlicher Märkte schrumpfte das Einzugsgebiet des Käsemarkts. 1612 hatte der Käsemarkt bereits vier Waagen. Für Alkmaar war der Käsemarkt ein wichtiger Wirtschaftsfaktor, der wie der Tuchhandel in Leiden oder Amsterdam die Grundlage für den wirtschaftlichen Aufschwung im Goldenen Zeitalter war. Im 17. Jahrhundert fand der Käsemarkt zwischen Mai und Allerheiligen am Freitag und Samstag statt, während des 18. Jahrhunderts sogar an vier Tagen in der Woche. Im 18. Jahrhundert wurden jährlich sechs bis sieben Millionen Pfund Käse auf dem Markt in Alkmaar gehandelt. Ausgenommen waren die Jahre 1744 bis 1750, als die Niederlande von einer verheerenden Tierseuche heimgesucht wurden, die einen großen Teil des Milchviehbestands vernichtete. Auch Kriegsereignisse wie der Zweite Weltkrieg waren ein Anlass, die Märkte vorübergehend nicht mehr abzuhalten.
Heute ist der Käsemarkt, der von Ende März bis Ende September jeden Freitag auf dem Waagplein stattfindet, vorwiegend eine Touristenattraktion. Dabei wird das Geschehen auf dem historischen Käsemarkt nachgestellt, um den Besuchern attraktive Fotomotive und einen Hintergrund für das Verkosten der Käsespezialitäten zu bieten.

## Ablauf eines Markttags

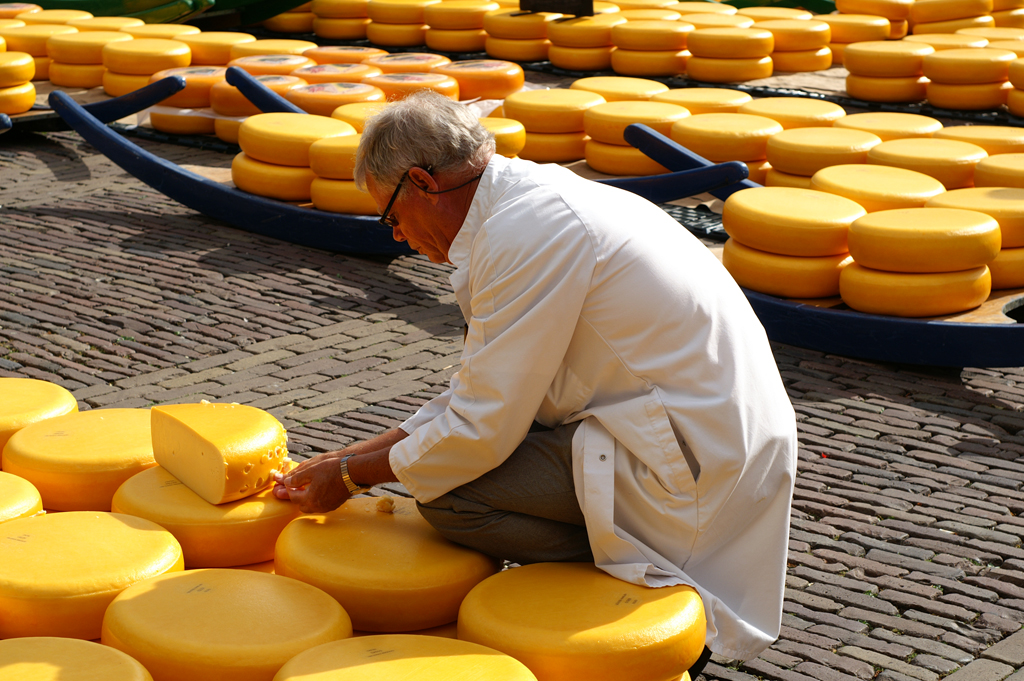
Prüfen der Käse, 2009

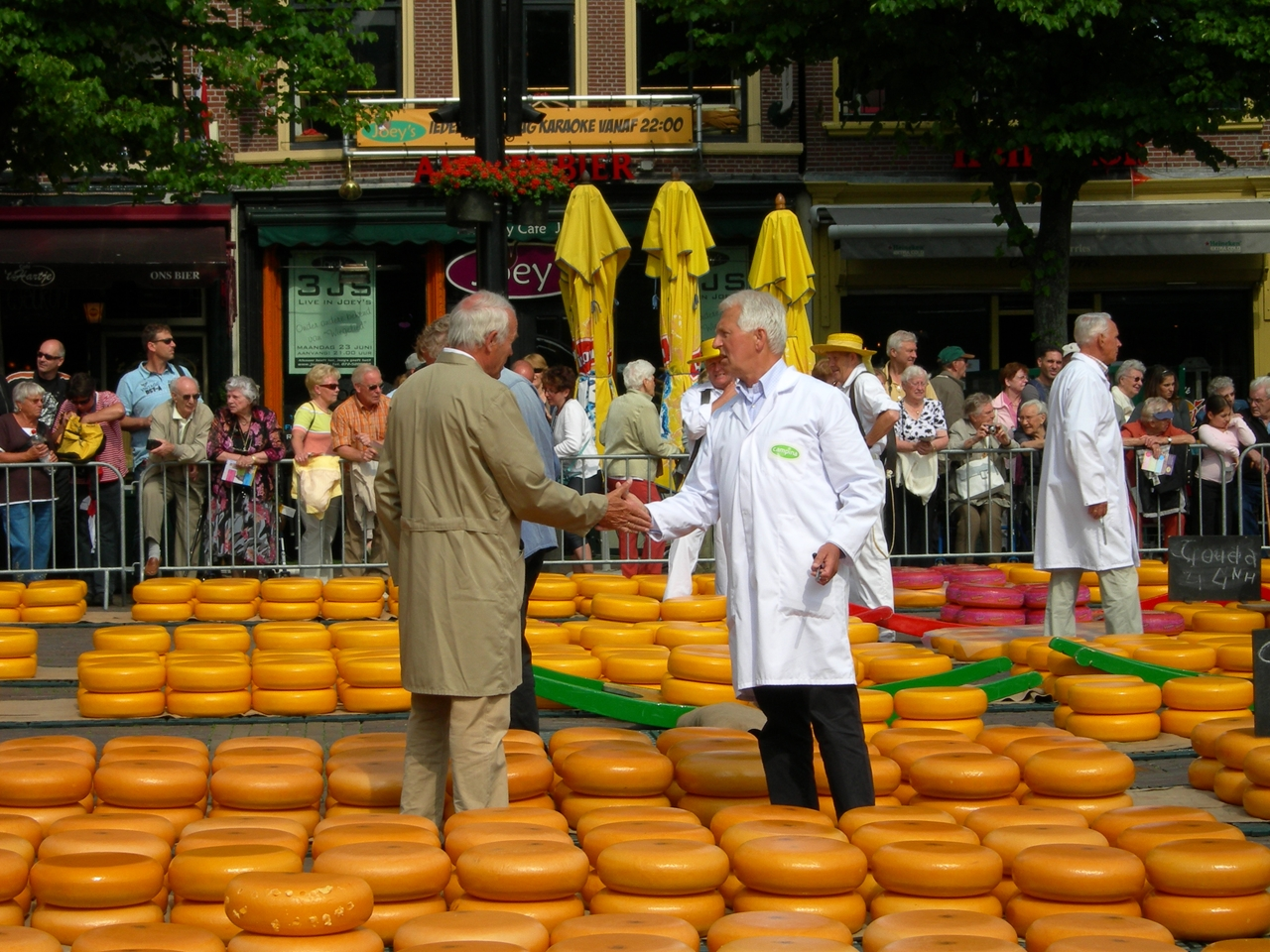
Zwei Händler feilschen per Handschlag um den Kilopreis, 2008

Die wichtigsten Mitarbeiter des Käsemarkts sind die in einer Gilde organisierten Käseträger, die weiße Arbeitsanzüge und bunte Strohhüte tragen. Sie transportieren die Käse zur Waage und zu den Fahrzeugen der Käufer. Weitere auf dem Käsemarkt beschäftigte Personen sind
- Setzer (niederländisch: zetters): die Mitarbeiter, die am Morgen ab 07:00 Uhr die Käse auf dem Marktplatz aufstapeln. Sie tragen blaue Arbeitskittel;
- Wiegemeister (niederländisch: waagmeester), Beamte der Stadt Alkmaar, die das Wiegen beaufsichtigen;
- Einlader (ingooiers): die Mitarbeiter, die gegen 13:00 Uhr die unverkauften Käse abräumen und zu den Lkw der Lieferanten bringen, Sie sind an ihren beigen Arbeitskitteln zu erkennen.[4]

Am frühen Morgen wird zunächst der Platz gereinigt. Die Käse werden mit Lkw aus zwei Käsefabriken angeliefert. Um 7:00 Uhr ist Arbeitsbeginn für alle Käseträger. Tatsächlich sind nur die Setzer pünktlich, sie stapeln die Käse in der vorgesehenen Ordnung auf dem Waagplein auf. Bis 9:30 müssen die etwa 2400 Käse mit einem Gewicht von 30 Tonnen auf dem Platz liegen. Zu diesem Zeitpunkt treffen auch die Käseträger ein. Um 9:45 Uhr hält der Käsevater als Oberhaupt der Gilde eine Ansprache an die Käseträger. Er teilt ihnen das Gewicht des Käses auf dem Markt und jegliche Besonderheit wie das Erscheinen hoher Gäste oder die Anwesenheit von Fernsehteams mit. Darüber hinaus teilt er den Käseträgern der drei diensthabenden Vemen – eine vierte hat frei – die von ihnen zu betreuenden Bereiche des Markts mit.
Um 10:00 Uhr wird der Käsemarkt mit dem Läuten einer Glocke eröffnet. Diese Aufgabe wird häufig von prominenten geladenen Gästen wie Sportlern, Fernsehstars oder ausländischen Diplomaten ausgeführt. Mit der Eröffnung des Marktes beginnen die Händler und die Beschauer mit der Arbeit. Die Käselaibe werden stichprobenartig geprüft. Das schließt das Abklopfen des Laibes, das Entnehmen einer Probe mit einem Käsebohrer und das Durchschneiden von Laiben zur Begutachtung der Löcher ein. Der wichtigste Teil des Geschäfts ist das Feilschen von Anbieter und Käufer um den Kilopreis. Dabei schlagen sich die Händler gegenseitig in die Hände und rufen laut ihren Preis. Der letzte Handschlag besiegelt das Geschäft. Anschließend werden die verkauften Käse von den Käseträgern in ihren weißen Leinenanzügen auf den Tragbahren zur Waage gebracht. Die Tragbahren wiegen mit acht Käsen beladen etwa 130 Kilogramm. An der Waage werden die Käse unter der Aufsicht des Waagemeisters, eines Beamten der Stadt Alkmaar, vom „Taschenmann“ gewogen und mit einem Stempel markiert. Danach tragen die Käseträger die verkauften Käse auf den Tragbahren zu den Fahrzeugen der Käufer. Dabei laufen die Träger in einem eigentümlichen Gang, der einen Gleichschritt und damit das Aufschwingen der Bahre vermeidet. Gegen 13:00 werden die unverkauften Käse von den Einladern zurück zu den Fahrzeugen der Verkäufer gebracht. Pünktlich um 13:00 Uhr muss der Waagplein wieder käsefrei sein, damit er wieder den Straßencafés zur Verfügung steht.

## Waage

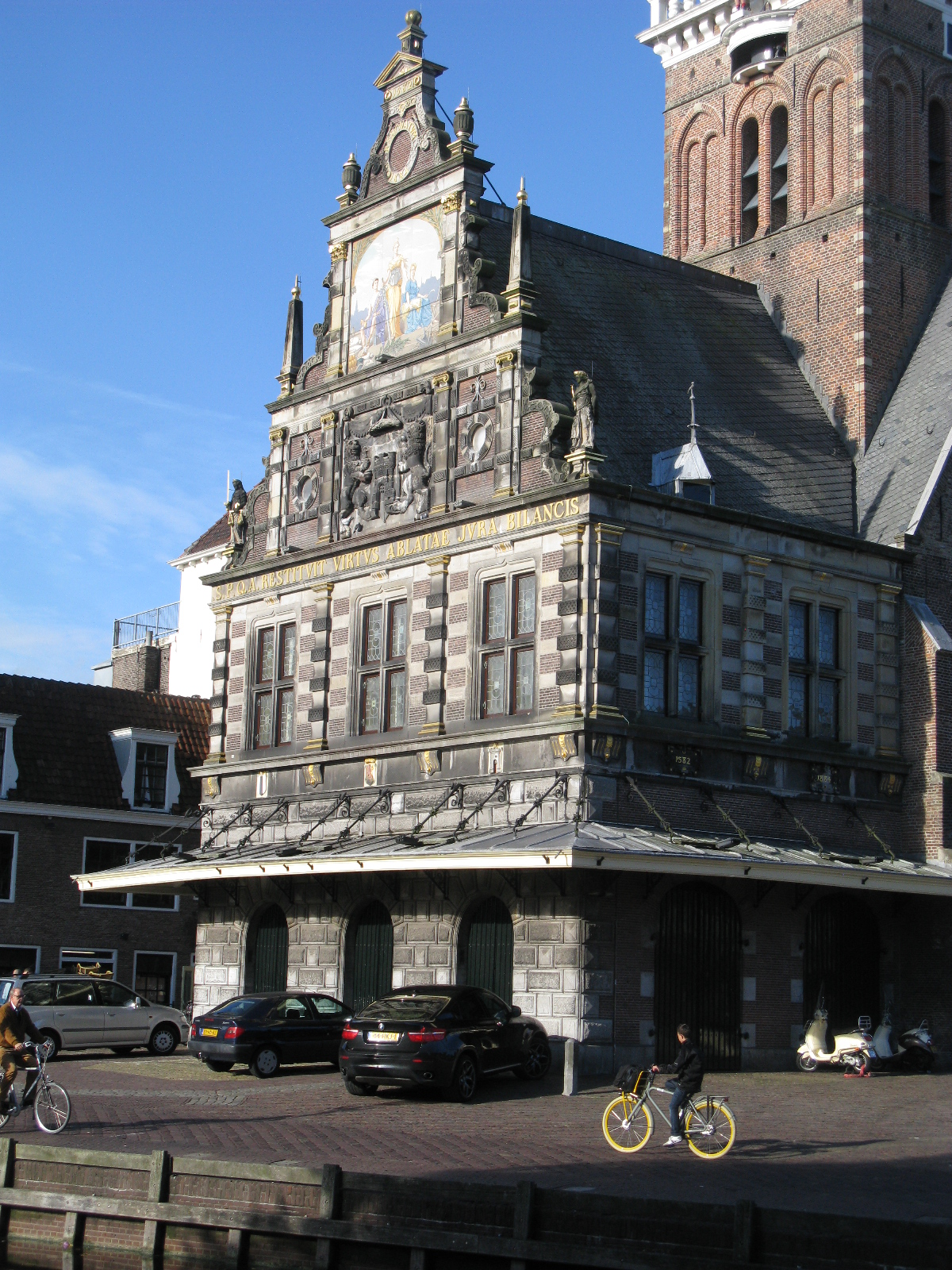
Waage von Nordosten, hinter den beiden rechten Toren befinden sich zwei der drei Käsewaagen, 2013

Das Bild des Waagplein wird vom Gebäude der 1969 zum Rijksmonument erklärten Waage bestimmt. Die früheste urkundliche Erwähnung der Waage in Alkmaar stammt aus dem Jahr 1408. Seinerzeit war Alkmaar bereits ein wichtiger Umschlagplatz für Käse aus dem Norden Hollands, einschließlich der Inseln Texel und Wieringen. Die Waage befand sich allerdings noch nicht am heutigen Ort.
Im 14. Jahrhundert wurde in der Nähe des heutigen Standorts eine Herberge eingerichtet, die 1566 die Waage des Käsemarkts aufnahm. Ab 1582 wurde die zur Herberge gehörende Kirche zur Waage umgebaut. Es spricht einiges dafür, dass der Umbau unter der Leitung von Adriaan Anthonisz erfolgte. Dabei wurde der Ostchor niedergelegt, stattdessen wurde die monumentale Ostfassade errichtet. Die beiden östlichen Joche des Langhauses erhielten im Rahmen des Umbaus doppelte Außenwände in Form vorgesetzter Mauerschalen, damit sie auf die Breite des übrigen Langhauses kamen. Zwischen den nun doppelten Außenwänden sind Balken angebracht, an denen die heute drei Waagen, zwei an der Nord- und eine an der Südseite, beweglich gelagert sind. Zum Betrieb werden die Waagebalken so weit nach außen gefahren, dass die Waagschale mit den Gewichten noch im Gebäude ist, aber die für den Käse fast vollständig vor dem Portal. Nach dem Markt wird die Waage ein Stück zurückgefahren, die Waagschalen entfernt und der geneigte Waagebalken in das Gebäude geschwenkt. Diese Konstruktion stammt wahrscheinlich aus dem Jahr 1884, als das Waagengebäude umfassend renoviert wurde, und ersetzte hölzerne Waagenbalken aus dem Jahr 1692.
In zwei Etagen der Waage ist seit 1983 das Holländische Käsemuseum untergebracht, das zahlreiche Ausstellungsstücke zur Geschichte der Käseherstellung präsentiert.

## Käseträgergilde

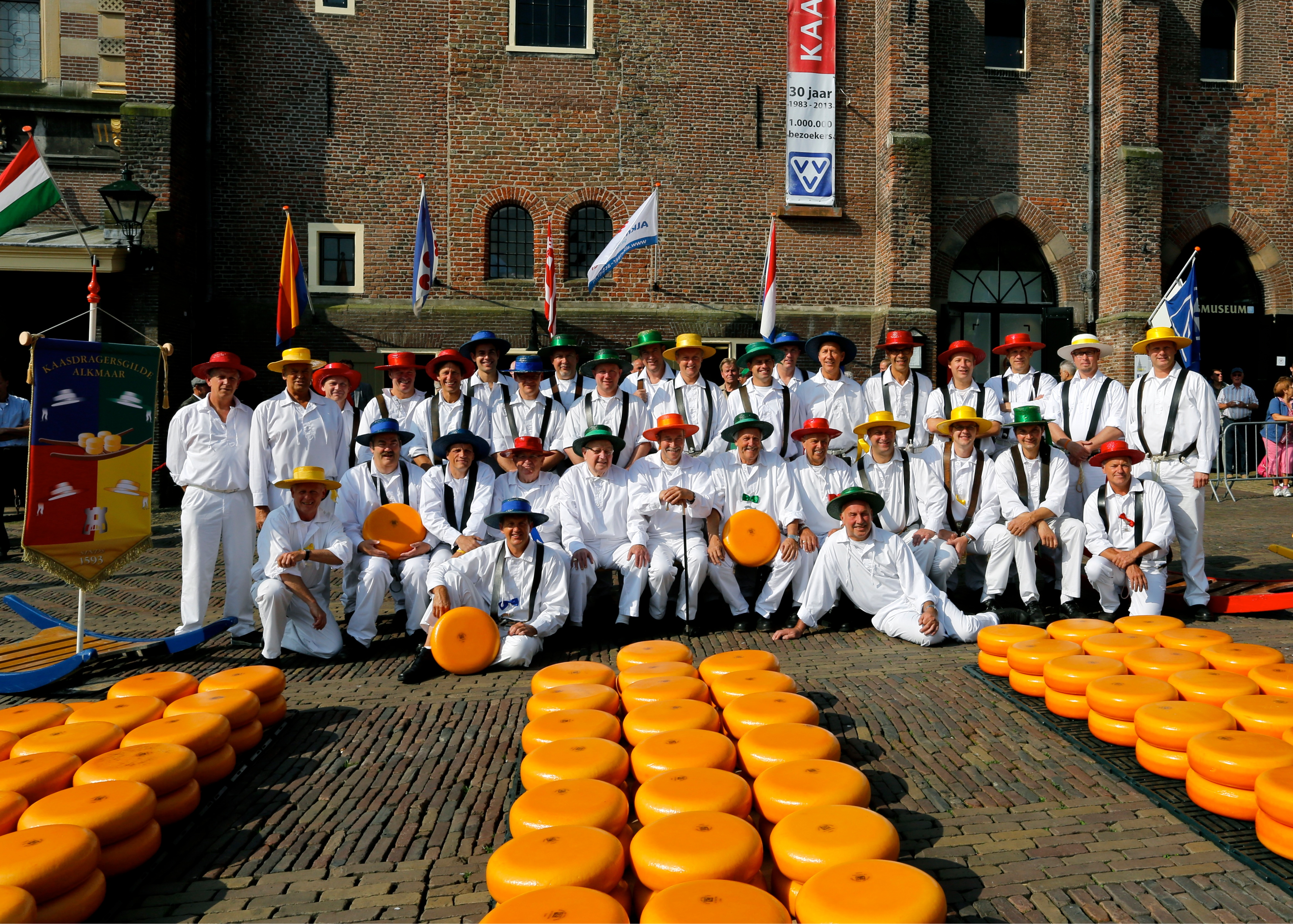
Die Gilde der Käseträger, 2013

Am 17. Juni 1593 wurde die Käseträgergilde von Alkmaar gegründet. Standesorganisationen waren im Umfeld der Käseproduktion wegen der bäuerlichen Produktionsweise unbekannt. Die Konzentration des Handels mit Käse auf wenige Wirtschaftszentren ermöglichte die Gründung von Gilden im Käsehandel. Weitere Beispiele existierten in den niederländischen Städten Edam, Hoorn, Gouda, and Woerden, in denen ebenfalls Käsemärkte entstanden. London mit seinen zahlreichen Käsehändlern hatte hingegen keine derartige Organisation. Die Käseträgergilde übte in Alkmaar ein Monopol für die Organisation des Käsemarkts, sämtliche Transportdienste und das Wiegen auf dem Markt aus.
Die Käseträgergilde hat heute 29 ordentliche Mitglieder. Der Käsevater (niederländisch: Kaasvader) ist das Oberhaupt der Käseträgergilde. Er ist für Aufgaben wie das Zuweisen der Bereiche des Markts an die Vemen zuständig und ruft die Käseträger kurz vor der Eröffnung des Marktes zum Appell. Die 28 Käseträger verteilen sich auf vier Gruppen, die Vemen (Singular Veem), von denen bei jeden Käsemarkt drei im Einsatz sind. Die Käseträger des vierten Veem füllen die Plätze der wegen Krankheit oder aus anderen Gründen nicht erschienenen Kollegen aus. Ein Veem besteht aus sechs Käseträgern und einem Taschenmann. Die Vemen sind durch ihre Farben, rot, grün, blau und gelb, voneinander zu unterscheiden. Diese Farben sind auch die der Strohhüte, der an einer Kette getragenen Schleife der Vorarbeiter, und der Tragbahren. In der Blütezeit des Käsehandels waren auf dem Markt fünf Waagen im Einsatz, entsprechend gab es auch fünf Vemen. Heute werden nur noch drei Waagen benutzt, den fünften Veem gibt es nicht mehr.
Innerhalb der Käseträgergilde ist die Zuständigkeit der Mitglieder für die verschiedenen Aufgaben klar geregelt, die meisten üben mehrere Funktionen aus. Zu den hervorgehobenen Personen gehören:
- Provost (niederländisch: provoost): er sammelt von den Käseträgern die Geldbußen für Verspätungen oder andere Verfehlungen während der Arbeit ein;
- Taschenmann (tasman): er steht an der Waage und wiegt die verkauften Käse. Er ist an einer umgebundenen Gürteltasche zu erkennen, die früher, als die Käse bar bezahlt wurden, die Einnahmen und das Wechselgeld aufnahm;
- Vorarbeiter (overman): der Leiter eines Veem. Die Overmannen und der Kaasvader bilden den Vorstand der Gilde.[2][11]

Darüber hinaus gehören zu den Vemen meist ein oder mehrere Ehrenmitglieder und eine Aushilfe (Noodhulp), die an dem nicht durchgefärbten, sondern nur mit einem farbigen Hutband versehenen Strohhut erkannt werden kann. Die Aushilfen absolvieren als solche eine zweijährige Anwartschaft und werden dann als Käseträger Vollmitglieder der Gilde.
Da der Käsemarkt heute vorwiegend der Unterhaltung der Touristen dient, pflegen die Käsegilde und die anderen Beteiligten eine Vielzahl pittoresker Rituale. Jegliche Verfehlung der Käseträger, zum Beispiel eine Verspätung, wird auf einer „Schandtafel“ notiert und mit einer Geldbuße geahndet. Mit einem Teil der Einnahmen unterstützt die Käseträgergilde eine Schule in dem Dorf Alkmaar in Suriname, mit dem Rest wird die Tätigkeit der Gilde finanziert. Neben dem Rauchen, Alkoholkonsum und handgreiflichen Auseinandersetzungen ist auch das Fluchen verboten. Wenn ein Käse von der Bahre fällt oder jemand ins Straucheln gerät rufen die Beteiligten stattdessen „Uil“ (Eule). Alle Käseträger werden bei einem Spitznamen gerufen, der oft eine Anspielung auf persönliche Eigenschaften oder auf den Zivilberuf ist. Dem Käsevater wird, wenn er ohne Hut oder Stock auf dem Markt erscheint, von den Käseträgern „Vater, Vater, Du bist nackt“ (Vader, vader, u loopt naakt) hinterhergerufen. Am Freitag vor Weihnachten findet der Krümelabend statt. Bei dieser Gelegenheit erhalten die Käseträger als Lohn für die Ehefrau, die über das Jahr die weißen Arbeitsanzüge gewaschen hat, zwei gefüllte Kuchen und für die Kinder ein Butterbrot mit einer dicken Scheibe Käse.

## Madurodam
Eine Nachbildung des Käsemarkts befindet sich im Miniaturpark Madurodam in Scheveningen.